# BMW 802
Der BMW 802 war ein luftgekühlter Flugmotor der Firma BMW aus dem Jahr 1943 mit 18 Zylindern, die in zwei 9-Zylinder-Sternen hintereinander angeordnet waren (Doppelsternmotor). Bohrung und Hub lagen wie beim verwandten BMW 801 bei jeweils 156 mm. Der Hubraum betrug demnach 53,67 l.
Wie bei fast allen Mehrfachsternmotoren war der hintere Stern so versetzt, dass dessen Zylinder nicht von denen des vorderen Sterns verdeckt wurden. Die Kühlluft konnte so auch die Zylinder des hinteren Sterns direkt anströmen.
Ein einstufiger, mechanisch angetriebener Dreigang-Lader sorgte für eine Startleistung von 2.600 PS. In 12.000 m Höhe betrug die Leistung immer noch 1.600 PS. Die Kraftübertragung erfolgte über eine vierblättrige Verstell-Luftschraube mit 3,80 m Durchmesser. Außerdem entwickelte BMW eine Motorverkleidung, die im inneren und äußeren Bereich eine verbesserte Aerodynamik ermöglichte. Diese Verkleidung wurde aus einem ähnlichen Projekt des BMW 801 abgeleitet. Sie kam jedoch nicht zum Einsatz. Das Projekt wurde gegen Ende des Zweiten Weltkrieges auf Befehl des Reichsluftfahrtministeriums (RLM) eingestellt.
Die Ingenieure bei BMW steigerten die Leistung des BMW 802, indem sie die Zylinderzahl auf 18 erhöhten und Kühlluftbleche einsetzten, um sicherzustellen, dass ausreichend Kühlung an die thermisch beanspruchten Bereiche gelangte. Besonders bemerkenswert an diesem 2.500 PS-Triebwerk war seine innovative Ventilsteuerung. Diese verwendete Nockenscheiben, die bei laufendem Motor gegeneinander verdreht werden konnten, um Ein- und Auslassventile zu steuern.

## P.8011
Der Motor basierte auf dem BMW 802, hatte jedoch zwei Abgasturbolader und trieb zwei gegenläufige Dreiblattluftschrauben an. Die Startleistung lag bei 2.800 bis 2.900 PS.